# Kanton Domme
Domme is een voormalig kanton van het Franse departement Dordogne. Het kanton maakte deel uit van het arrondissement Sarlat-la-Canéda. Het werd opgeheven bij decreet van 21 februari 2014, met uitwerking op 22 maart 2015. Alle gemeenten zijn opgenomen in het nieuwe kanton Vallée Dordogne.

## Gemeenten
Het kanton Domme omvatte de volgende gemeenten:
- Bouzic
- Castelnaud-la-Chapelle
- Cénac-et-Saint-Julien
- Daglan
- Domme (hoofdplaats)
- Florimont-Gaumier
- Groléjac
- Nabirat
- Saint-Aubin-de-Nabirat
- Saint-Cybranet
- Saint-Laurent-la-Vallée
- Saint-Martial-de-Nabirat
- Saint-Pompont
- Veyrines-de-Domme